# Геологическая служба США
Геологи́ческая слу́жба США (англ. United States Geological Survey, сокращённо USGS) — американская геологическая служба, научно-исследовательская правительственная организация, специализирующаяся в геологической съёмке США и изучении наук о Земле.

## Описание
USGS появилась в 1879 году.

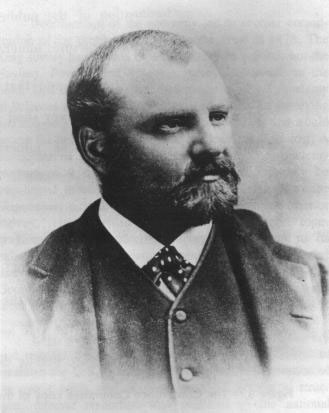
Кларенс Кинг — основатель Геологической службы

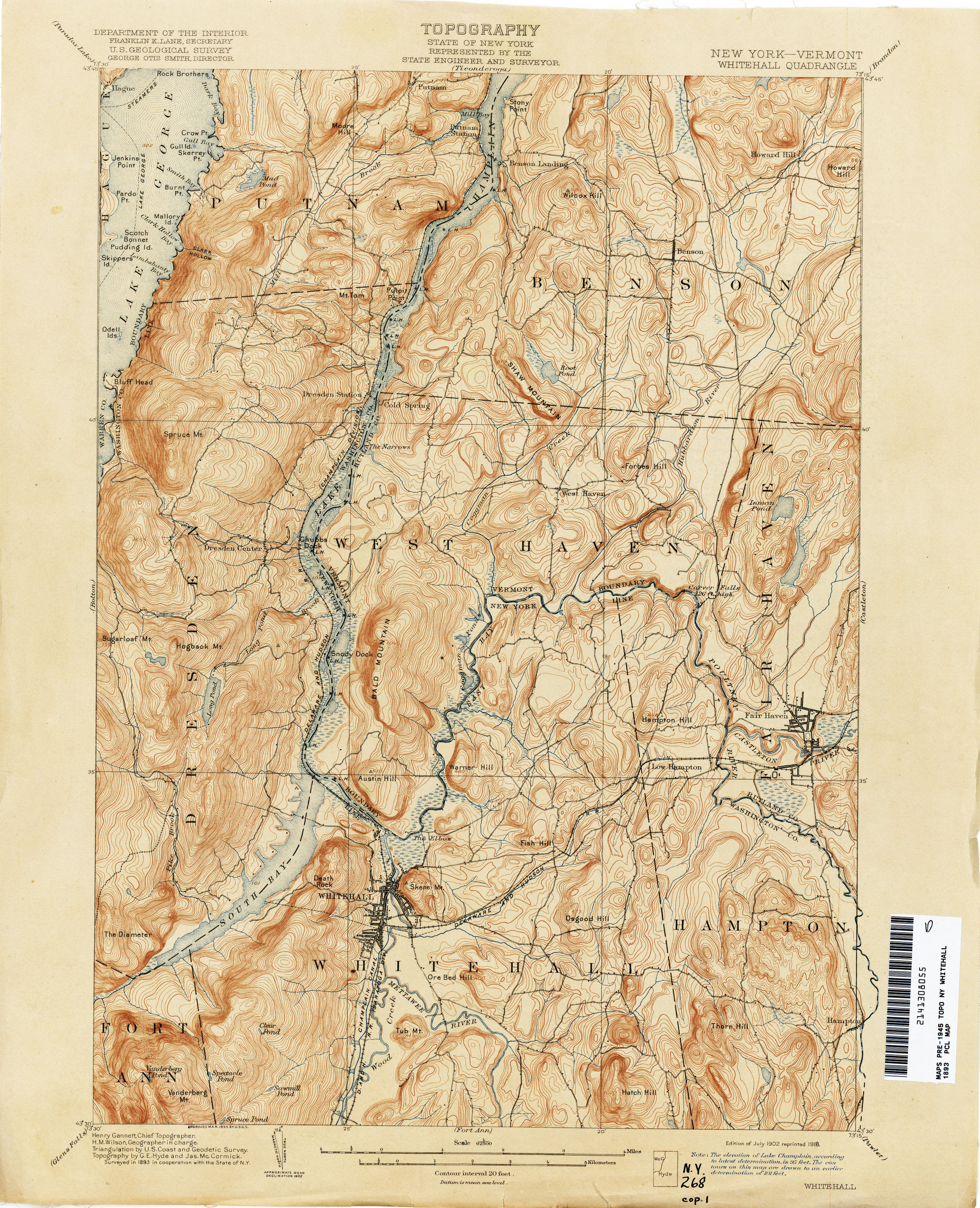
Карта USGS, 1902

Геологическая служба специализируется на вопросах геологии и геологических картах, а также гидрогеологии и географии.
Важнейшая сфера исследований USGS касается США — в частности, разведка полезных ископаемых в США.
Служба подведомственна Министерству внутренних дел США.
Главный офис находится в Рестоне, штат Виргиния. Два ведущих отдела — в Денвере (Колорадо) и Менло-Парк (Калифорния). В USGS работает около 10 тысяч сотрудников.